# Сундрун
Сундру́н (якут. Сундрун) — река в России, на северо-востоке Якутии, протекает по территории Аллаиховского и Нижнеколымского районов. Длина реки — 314 км, площадь водосборного бассейна — 4170 км². Начинается на высоте около 200 м над уровнем моря на склонах кряжа Улахан-Сис. Впадает в Восточно-Сибирском море к юго-востоку от Колымской губы; неподалёку расположено устье реки Хар-Юрях.
Основной приток — Малый Хомус-Юрях.
В среднем и нижнем течении по реке проходит граница между Аллаиховским и Нижнеколымским муниципальными районами.
Код водного объекта в государственном водном реестре — 18060000112117700070866.

## Сундрунские кекуры
В верховьях реки, в труднодоступном районе Якутии у кряжа Суор-Уята, расположена природная достопримечательность, известная как Сундрунские кекуры.